# Maćica Serbska
Maćica Serbska est le nom d'une société savante créée en 1847 à Bautzen en Lusace, pour promouvoir la science et la culture sorabe en Allemagne. 
Maćica Serbska a été créée, entre autres, par le poète et linguiste Handrij Zejler et le philologue Jan Arnošt Smoler. Cette société savante eut pour objectif la diffusion de la culture sorabe par la publication de livres en sorabe, une langue slave parlée par les Sorabes, formant une minorité vivant en Saxe et dans le Brandebourg en Allemagne. Les membres de cet organisme scientifique et culturel, travaillaient dans les domaines de la linguistique, de l'histoire, de la littérature, de l'ethnographie et de la démographie.
La société Maćica Serbska fonctionna de 1848 à 1937. Elle publia son propre journal, Časopis Maćicy Serbskej dont un des principaux rédacteurs fut Hendrich Jordan. 
En 1880, le siège de l'association s'établit dans la ville de Cottbus. 
En 1904, Maćica Serbska ouvrit un centre culturel sorabe dans une maison entièrement consacrée à cette activité dans la ville de Bautzen.
En 1922, le président d'honneur de Maćica Serbska fut Arnost Muka, fondateur du musée sorabe.
Avec la germanisation du pays par le régime nazi, la société Maćica Serbska fut interdite et dut mettre fin à ses activités culturelles. En 1941, les Nazis confisquèrent les biens culturels et immobiliers de Maćica Serbska.
Après la Seconde Guerre mondiale, la région de la Lusace fut occupée par les forces soviétiques. L'organisme culturel Maćica Serbska reprit ses activités sous l'autorité de la Domowina qui est gérée par la Fédération des Sorabes de Lusace. 
En 1951, la création de l'Institut sorabe reprit officiellement la majeure partie des activités scientifiques et culturelles de la Maćica Serbska.